# Scharloo
Scharloo of Skálo is een wijk en vroegere voorstad van Willemstad, ten noorden van het Waaigat vanaf de haven tot aan Berg Altena. De naam Scharloo betekent hoger gelegen.
Buurten van Scharloo zijn Fleur de Marie, St. Jago, Scharloo Abou en Zwaan. Het is met Punda verbonden door de Koningin Wilhelminabrug, ook bekend als Scharloobrug.

## Geschiedenis

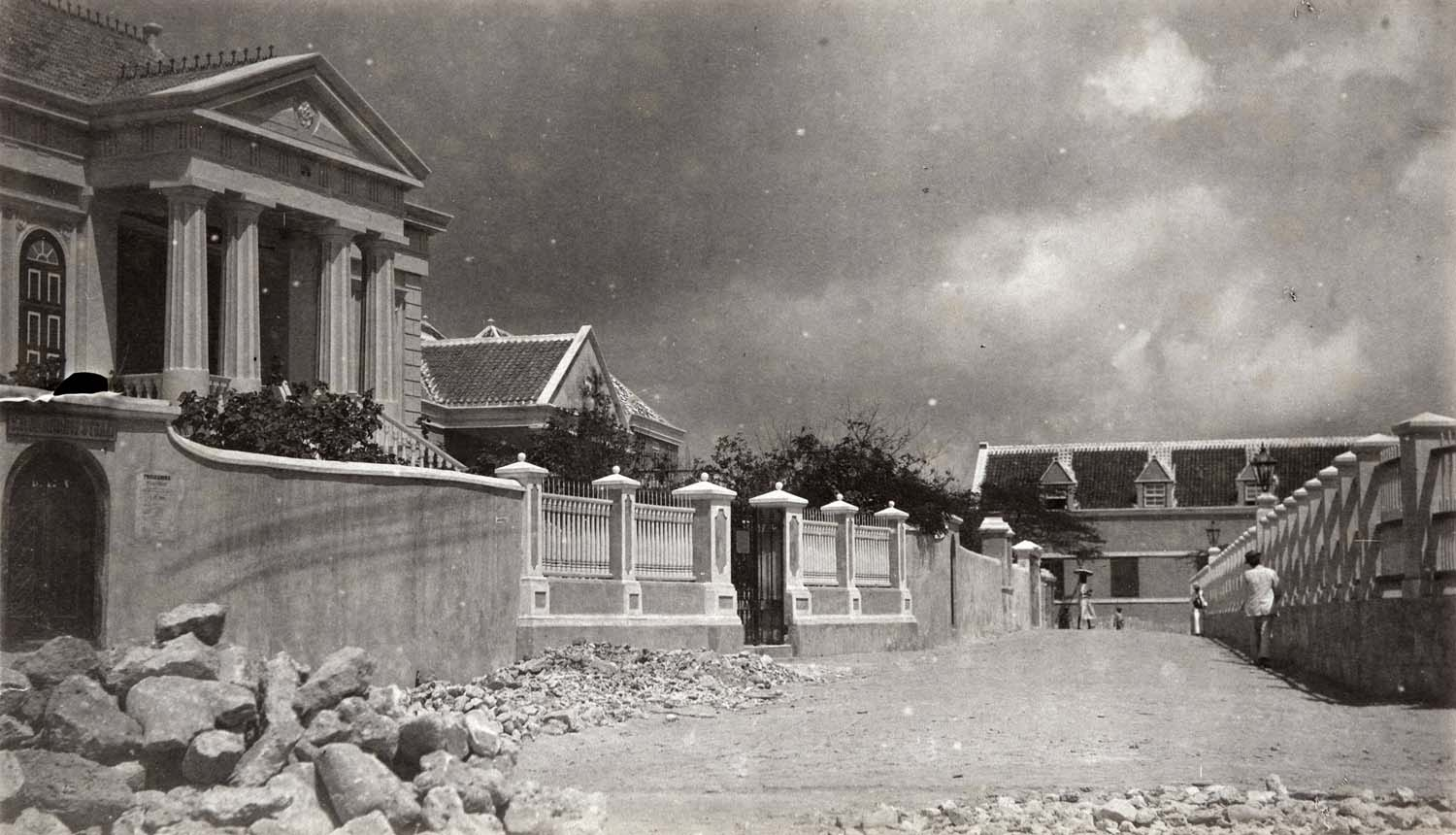
Huizen in Scharloo tussen 1882 en 1889

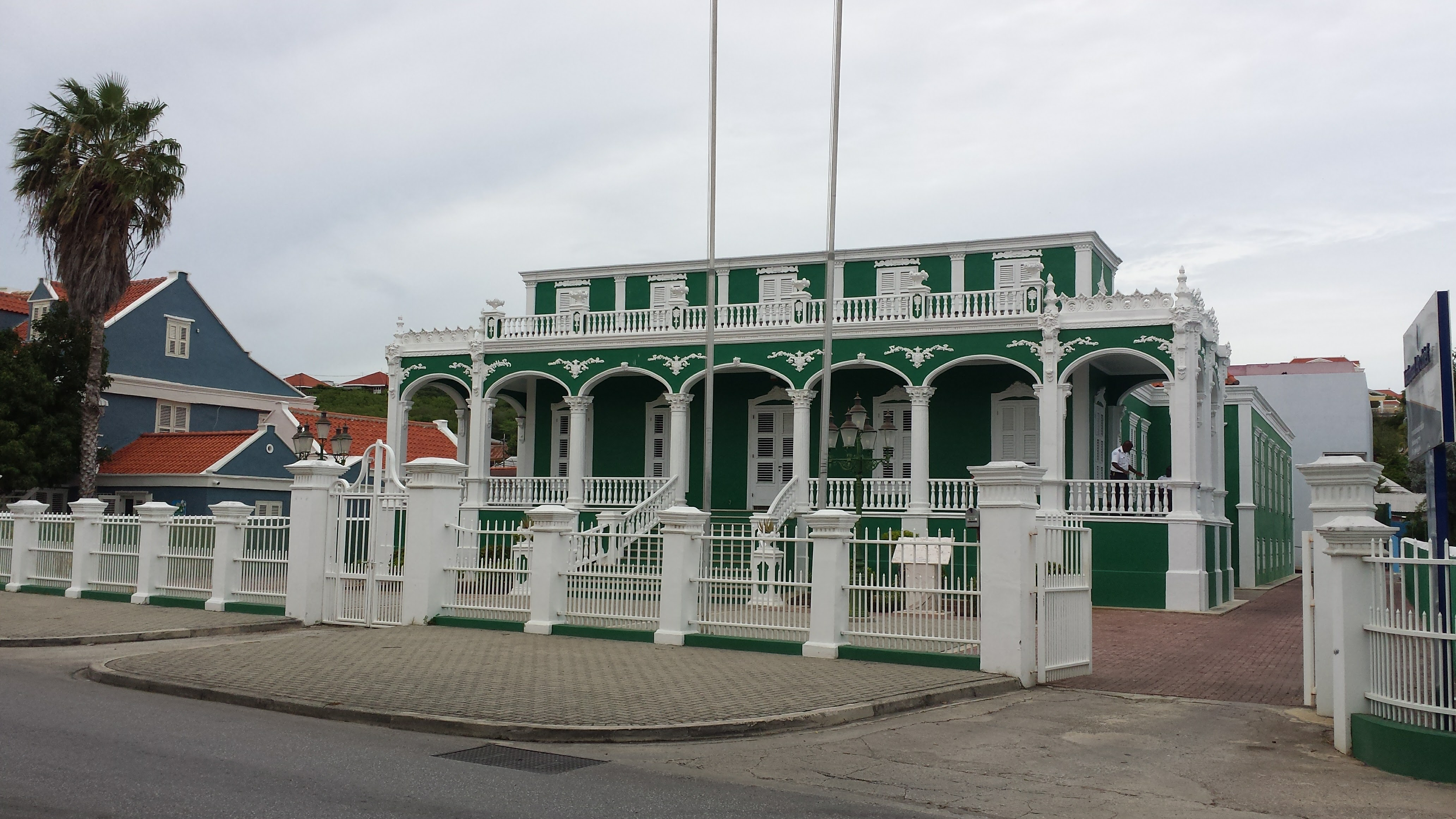
Bolo di Batrei (de bruidstaart), gebouwd in 1916

De historie van Scharloo begint in de zeventiende eeuw. Vanaf 1634 stimuleerde de West-Indische Compagnie de landbouw op Curaçao door plantageconcessies te verstrekken aan Nederlandse boeren. Het landgoed Scharloo was een van de eerste negen plantages. Vanwege de harde ondergrond bleek het echter ongeschikt te zijn voor landbouw. De boeren vertrokken naar elders en de eigenaar, Pieter Claas Oostdorp, verkocht het landgoed in 1729 in kavels.
In 1694 werd de eerste werf op Scharloo gevestigd en werden de eerste houten huizen gebouwd langs het Waaigat.
Toen het ommuurde Punda in de achttiende eeuw te krap werd, trokken rijke Joodse kooplieden naar de buitenwijken Pietermaai en Scharloo, buiten de stadsmuren. In Scharloo bouwden zij elegante herenhuizen in Zuid-Europese stijl, in Antilliaanse kleuren. De panden kregen veel neoklassieke elementen, gekenmerkt door versieringen aan de gevels en in de huizen, en in veel gevallen een patio. In 1819 telde Punda 3042 inwoners, Otrobanda 3430, Scharloo slechts 703.
Vanaf 1850 begon de wijk zich te ontwikkelen. In 1861 werden de stadmuren afgebroken en in 1881 werd een brug gebouwd die Scharloo met Pietermaai verbond. Na de orkaan van 1877 verhuisden veel Joodse families van Pietermaai naar het hoger gelegen Scharloo en bouwden villa’s aan de kant van het Waaigat. Scharloo werd al snel het rijkste deel van de stad.
Vanaf de jaren vijftig van de twintigste eeuw trokken de bewoners naar de moderne buitenwijken van Willemstad en raakte Scharloo in verval. Er volgde een tijd van armoede en criminaliteit. In de jaren tachtig begon de restauratie. In veel herenhuizen kwamen boetiekhotels, andere zijn in gebruik als kantoor en zij worden perfect onderhouden. Sommige panden zijn voorzien van muurschilderingen in de typische kleuren van Curaçao; Street Art Skalo (een project van Fundashon Rebiba Skálo Abou), heeft als missie de wijk op te knappen en te verfraaien en lokaal talent tentoon te stellen. In 1999 werd Scharloo op de Werelderfgoedlijst geplaatst als deel van het historisch centrum van Willemstad.

## Bezienswaardigheden
- Maritiem Museum Curaçao, N. van den Brandhofstraat 1
- Yotin Kortá Geldmuseum, Scharlooweg 11
- Literair Museum, gevestigd in de Nationale Bibliotheek van Curaçao, A. Mendez Chumanciero Bulevar 17
- Bolo di Batrei (de bruidstaart), Scharlooweg 77, huisvesting van het Nationaal Archief, met een rococo façade en plafondschilderingen.

## Muurschilderingen (selectie)

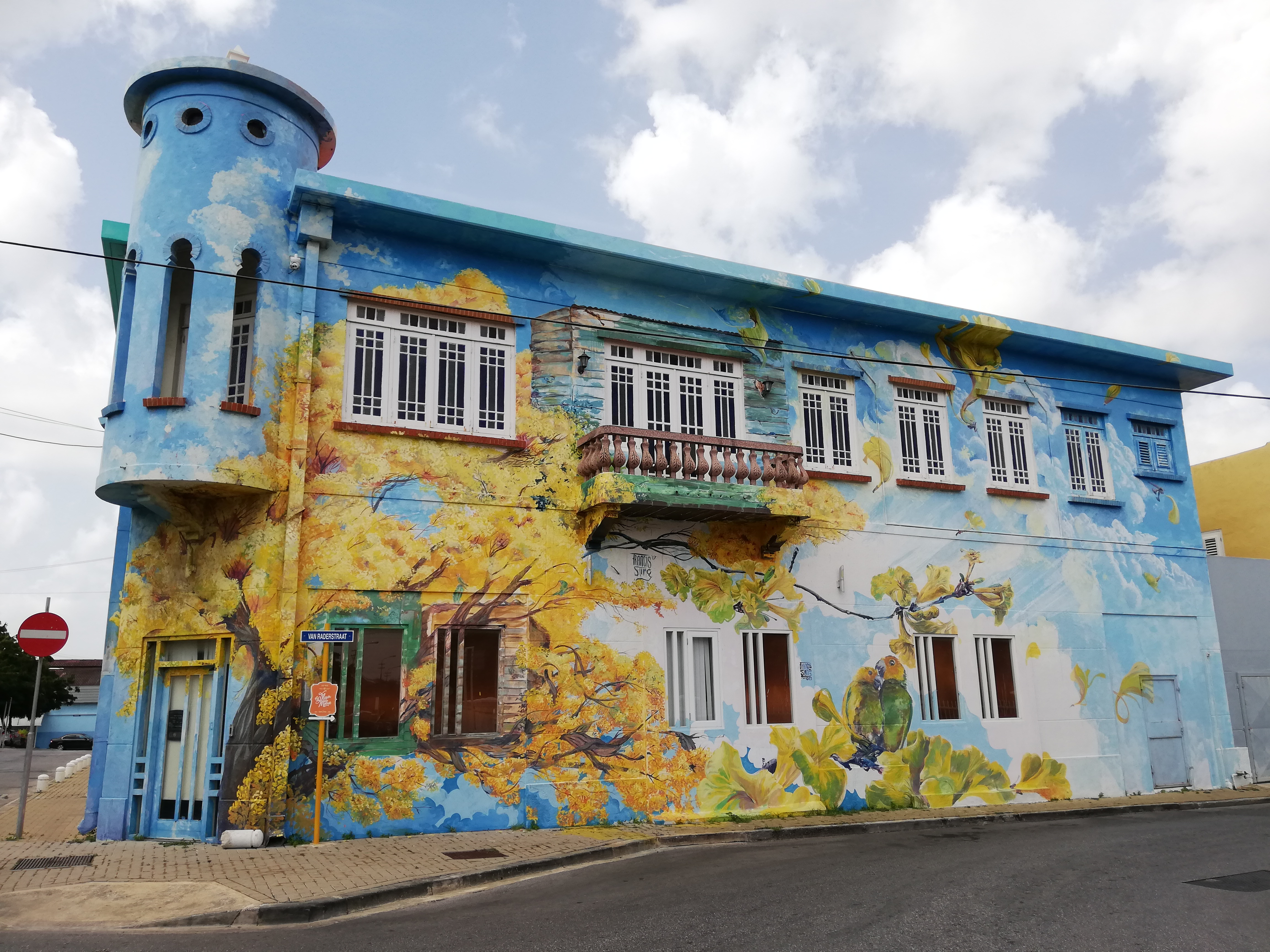
Three o’ Clock Romance door Francis Sling
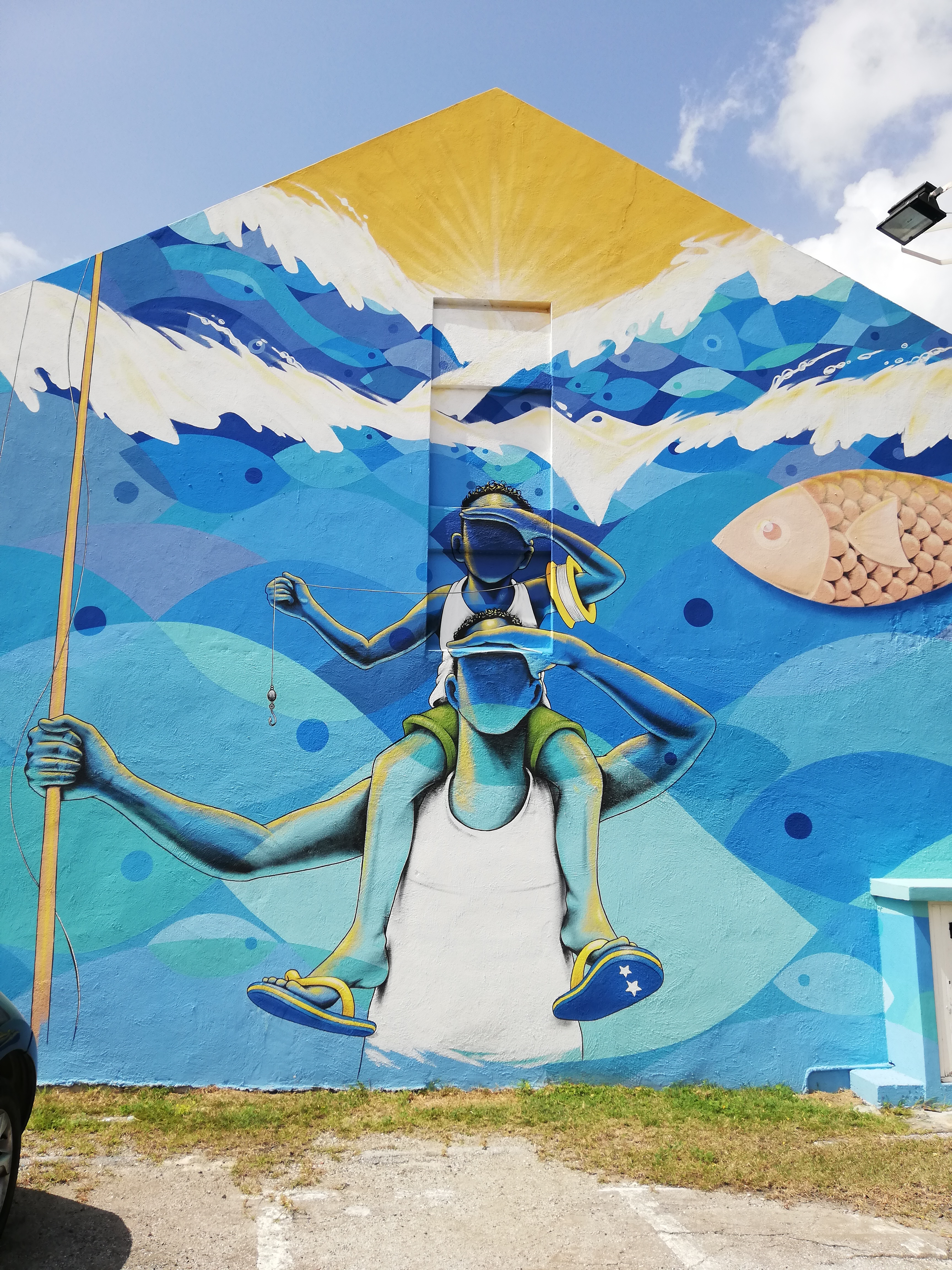
Don't give a man a fish, teach him how to fish! door Sander van Beusekom
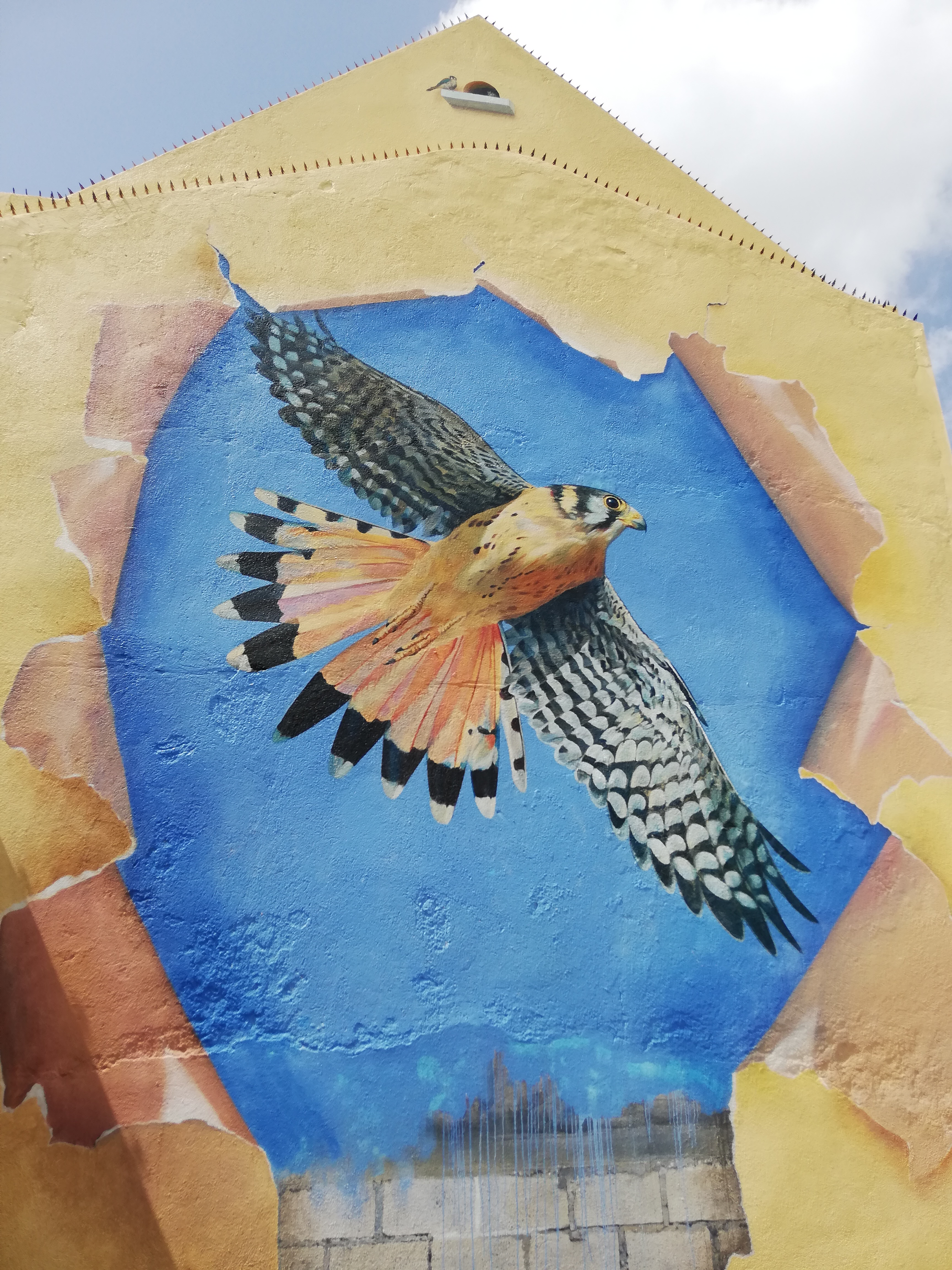
More than meets the eye door Garrick Marchena